# Воррен (округ, Нью-Джерсі)
Шаблон:StateAbbr_ 40°54′ пн. ш. 75°00′ зх. д. / 40.9° пн. ш. 75° зх. д.
Округ Воррен (англ. Warren County) — округ (графство) у штаті Нью-Джерсі, США. Ідентифікатор округу 34041.

## Історія
Округ утворений 1824 року.

## Демографія
За даними перепису 
2000 року 
загальне населення округу становило 102437 осіб, зокрема міського населення було 58926, а сільського — 43511.
Серед мешканців округу чоловіків було 49870, а жінок — 52567. В окрузі було 38660 домогосподарств, 27485 родин, які мешкали в 41157 будинках.
Середній розмір родини становив 3,12.
Віковий розподіл населення поданий у таблиці:
| Стать    | До 15 років | 15-21 | 22-29 | 30-39 | 40-49 | 50-65 | 65-85 | Понад 85 |
| -------- | ----------- | ----- | ----- | ----- | ----- | ----- | ----- | -------- |
| Чоловіки | 11591       | 4235  | 3766  | 8458  | 8608  | 7951  | 4797  | 464      |
| Жінки    | 10865       | 3977  | 4030  | 8931  | 8785  | 8034  | 6718  | 1227     |

## Суміжні округи
- Сассекс – північний схід
- Морріс – схід
- Гантердон – південний схід
- Бакс, Пенсільванія – південь
- Нортгемптон, Пенсільванія – захід
- Монро, Пенсільванія – північний захід

## Виноски
1. ↑  Forstall, Richard L. Population of states and counties of the United States: 1790 to 1990 from the Twenty-one Decennial Censuses [Архівовано 2 січня 2016 у Wayback Machine.], pp. 108-109. Бюро перепису населення США, March 1996. ISBN 9780934213486. Accessed October 7, 2013.
2. ↑  New Jersey: 2010 - Population and Housing Unit Counts; 2010 Census of Population and Housing [Архівовано 2013-07-23 у Wayback Machine.], p. 6, CPH-2-32. Бюро перепису населення США, August 2012. Accessed August 29, 2016.
3. ↑  DP-1 - Profile of General Demographic Characteristics: 2000; Census 2000 Summary File 1 (SF 1) 100-Percent Data for Warren County, New Jersey[недоступне посилання], Бюро перепису населення США. Accessed September 30, 2013.(англ.) Наведено за англійською вікіпедією.
4. ↑  DP1 - Profile of General Population and Housing Characteristics: 2010 Demographic Profile Data for Warren County, New Jersey[недоступне посилання], Бюро перепису населення США. Accessed March 26, 2016.
5. ↑  U.S. Census Bureau Delivers New Jersey's 2010 Census Population Totals [Архівовано 8 лютого 2011 у Wayback Machine.], Бюро перепису населення США, February 3, 2011. Accessed February 5, 2011.
6. ↑  American FactFinder. Бюро перепису населення США. Архів оригіналу за 26 лютого 2012. Процитовано 31 січня 2008.

| США | Це незавершена стаття з географії США. Ви можете допомогти проєкту, виправивши або дописавши її. |